# Olav Nilsen
Olav Nilsen (ur. 24 stycznia 1942 w Stavanger, zm. 11 października 2021) – norweski piłkarz grający na pozycji napastnika. W swojej karierze rozegrał 62 mecze w reprezentacji Norwegii i strzelił w nich 19 goli.

## Kariera klubowa
Przez całą swoją karierę piłkarską Nilsen związany był z jednym klubem, Vikingiem. W 1959 roku awansował do kadry pierwszego zespołu i wtedy też zadebiutował w jego barwach w norweskiej 1. divisjon. W debiutanckim sezonie osiągnął z Vikingiem swój pierwszy sukces, gdy zdobył Puchar Norwegii. W 1972 roku wywalczył swoje pierwsze w karierze mistrzostwo kraju, a osiągnięcie to powtórzył także w dwóch kolejnych latach, 1973 i 1974. W Vikingu, w którym rozegrał 241 ligowych meczów i strzelił 63 gole, grał do końca 1974 roku.
| Sezon | Klub      | Kraj     | Rozgrywki   | Mecze | Bramki |
| ----- | --------- | -------- | ----------- | ----- | ------ |
| 1959  | Viking FK | Norwegia | 1. divisjon | 6     | 5      |
| 1960  | Viking FK | Norwegia | 1. divisjon | 16    | 5      |
| 1961  | Viking FK | Norwegia | 1. divisjon | 12    | 5      |
| 1962  | Viking FK | Norwegia | 1. divisjon | 28    | 5      |
| 1963  | Viking FK | Norwegia | 1. divisjon | 18    | 5      |
| 1964  | Viking FK | Norwegia | 1. divisjon | 18    | 3      |
| 1965  | Viking FK | Norwegia | 1. divisjon | 13    | 6      |
| 1966  | Viking FK | Norwegia | 1. divisjon | 12    | 6      |
| 1967  | Viking FK | Norwegia | 1. divisjon | 14    | 3      |
| 1968  | Viking FK | Norwegia | 1. divisjon | 16    | 4      |
| 1969  | Viking FK | Norwegia | 1. divisjon | 11    | 3      |
| 1970  | Viking FK | Norwegia | 1. divisjon | 10    | 3      |
| 1971  | Viking FK | Norwegia | 1. divisjon | 18    | 2      |
| 1972  | Viking FK | Norwegia | 1. divisjon | 11    | 0      |
| 1973  | Viking FK | Norwegia | 1. divisjon | 17    | 0      |
| 1974  | Viking FK | Norwegia | 1. divisjon | 21    | 8      |

## Kariera reprezentacyjna
W reprezentacji Norwegii Nilsen zadebiutował 21 czerwca 1962 roku w przegranym 0:2 meczu eliminacji do Euro 64 ze Szwecją, rozegranym w Oslo. W swojej karierze grał też w: eliminacjach do MŚ 1966, Euro 68, MŚ 1970 i Euro 72. Od 1962 do 1971 roku rozegrał w kadrze narodowej 62 mecze i strzelił w nich 19 goli.